# 古谷七五三次
古谷 七五三次（ふるたに しめじ、1932年 - ）は前学校法人大阪産業大学理事長。

## 経歴
1955年大阪経済大学経済学部卒業。1956年大阪鉄道高等学校（現大阪産業大学附属高等学校）に入り、校長を歴任し、後に学校法人大阪産業大学評議員・理事を歴任し、1993年に同学校法人の第6代理事長に就任。
就任後、大阪桐蔭中学校の基盤の整備や、大阪産業大学の経営学部流通学科、経済学部国際経済学科、人間環境学部文化環境学科・都市環境学科、大学院経営・流通学研究科などの増設で総合大学化を推進。新産業研究開発センターの設置、産官学連携の推進なども行った。
これらが評価され2003年に旭日中綬章を受賞。
2009年、体調不良を理由に理事長職を退く。

## その後
1999年から2008年にかけ、古谷及び2人の常務理事が、金融派生商品（デリバティブ）取引などで巨額の損失を生じさせたことが、古谷の理事長退任後に明らかになった。2013年に大学側は、古谷ら3人に対し約1億9,000万円の支払いを求め、大阪地裁に訴訟を起こした。